# Flora Capensis; being a systematic description of the plants of the Cape Colony, Caffraria, & port Natal
Flora Capensis, (abreujat Fl. Cap. (Harvey)), és un llibre il·lustrat amb descripcions botàniques que va ser escrit pel metge i botànic irlandès William Turner Thiselton Dyer. Va ser publicat a Londres en 7 volums des de l'any 1860 al 1933, amb el nom de Flora Capensis; being a systematic description of the plants of the Cape Colony, Caffraria, & port Natal.

## Publicació
- Volums núm. 1-3 per W. H. Harvey i O. W. Sonder;
- Volums núm. 4-7 per diversos botànics, editats per W. T. Thiselton-Dyer;